# 787

## Decese
- 26 august: Arechis al II-lea de Benevento, duce longobard de Benevento (ulterior, principe) din 758 (n. ?)